# Paul Winter (résistant)
Pour les articles homonymes, voir Winter.
Ne doit pas être confondu avec Paul Winter (musicien) ou Paul Winter.
Paul Auguste Henri Winter, né le 25 août 1898 à Mulhouse et mort le 8 septembre 1981 à Wittenheim, est un industriel du textile, chef des Forces françaises de l'intérieur du Haut-Rhin pendant la Seconde Guerre mondiale. Il est un des fondateurs de la Septième colonne d'Alsace (réseau Martial).

## Biographie
Il est le fils de Ferdinand Jean Baptiste Winter, inspecteur de machines et d’Anne Marie née Gerber. Il naît dans le district de Haute-Alsace dans une région devenue allemande à la suite de la guerre franco-allemande de 1870 et du traité de Francfort. Il suit une formation d'ingénieur.
Pendant la Première Guerre mondiale, il est mobilisé dans l'armée allemande qu'il déserte pour s'engager dans l'armée française,.
Après la guerre, il s'investit dans le monde associatif et patriotique. Il est président du Souvenir français, de l'Association catholique de la jeunesse française, vice-président de l'Amicale des officiers de réserve et de l'Association des engagés volontaires alsaciens-lorrains aux armées françaises. Il adhère également à l'Action française où il rencontre le jeune responsable de Thann, Paul Dungler.
Le 19 janvier 1931, à Wittenheim, il épouse Marthe Gégauff. La même année, il devient propriétaire des Tissages de Bourtzwiller près de Mulhouse. Il est précurseur en matière de prévention médicale (dépistage des maladies comme la tuberculose, remboursement des frais pharmaceutiques…) et d'aide sociale. Les personnels de l'usine reçoivent une formation professionnelle et des cours de comptabilité ménagère, de puériculture et de secourisme. Sur leur lieu de travail, ils disposent de douches et les repas sont gratuits à la cantine de l'entreprise.
En 1932, il entre à l'École de Guerre. De 1928 à 1938, il suit des formations d'officiers de réserve.

### Seconde Guerre mondiale
Lorsque la Seconde Guerre mondiale éclate, il est capitaine mais n'est pas mobilisable. Il contracte un engagement volontaire pour la durée de la guerre. Il est affecté à la 6e division d'infanterie coloniale (DIC), puis à la 51e division d'infanterie (DI) en qualité de chef du 2e bureau. Il participe à la campagne de France dans le secteur fortifié de Longwy.
Fin août 1940, il est démobilisé en zone libre et rentre à Mulhouse,.
Dès septembre 1940, il fonde, avec Paul Dungler et Marcel Kibler, la Septième colonne d'Alsace (Réseau Martial), première organisation de Résistance en Alsace annexée de fait le 18 octobre 1940,,,.
En décembre 1940, Paul Dungler apprend qu'il va être arrêté et s'enfuit en zone libre. Marcel Kibler est expulsé par les nazis et le rejoint à Lyon qui devient le poste de commandement de l'organisation. Paul Winter n'est pas expulsé, contrairement à de nombreux cadres ou responsables de la région. Il le doit à l'organisation sociale avancée de son entreprise classée parmi les Musterbetrieb (« modèles d'entreprises »), par les Allemands,.
Avec le départ de Paul Dungler et Marcel Kibler, il est le dernier des fondateurs de l'organisation présent dans la région. Il y assure la continuité du commandement et la liaison avec le nouvel état-major à Lyon,,.
Son expérience au deuxième bureau, lui a appris les règles de la prudence et de la discrétion. Dans la clandestinité, il devient le « commandant Daniel ». Il développe le réseau en s’entourant notamment d’officiers de réserve comme Antoine Willmann ou Daniel Seither afin de préparer un futur retour de l'armée françaises. Il refuse tout contact avec d'autres organisations comme celle de docteur Charles Bareiss qui manque de discrétion,.
Il nomme le capitaine Auguste Riegel responsable de la Septième colonne d'Alsace pour la région de Mulhouse et Paul Kraft pour le secteur de Thann. Avec l'aide de son frère, Georges Winter, directeur de banque, il trouve des fonds pour l'organisation, et met en place un système d'entraide pour toutes les familles, victimes d'arrestations.
Paul Winter infiltre l'administration nazie en recrutant les secrétaires de la Gestapo, Jacqueline Goutte et Christine Musslin, qui préviennent l'organisation des arrestations. Grâce à lui, l'avocat André Moser devient l'avocat de la Résistance du Haut-Rhin.
Bien que cela ne soit pas sa priorité, il met en place des filières d'évasion. Vers la zone libre, il utilise principalement la filière de la famille Lutenbacher au Drumont et Henri Veit à Belfort. Vers la Suisse, il est en contact avec Julien Dungler, le frère de Paul Dungler qui travaille au consulat de France à Bâle et qui est en contact avec les alliés. Pour assurer cette liaison extrêmement importante, il fait appel à Jeanne Jenny de Hagenthal, René Feldmann à Saint-Louis ou René Ortlieb et le curé Joseph Stamm à Liebsdorf. En avril 1942, avec cette dernière filière, il participe à l'évasion du général Henri Giraud qu'il accueil à Mulhouse et accompagne, 20 avril 1942 vers la frontière suisse,,.
En juin 1944, Paul Winter participe aux réunions de Grendelbruch. À ce sommet de la Résistance alsacienne, il rencontre Marcel Kibler, devenu responsable de la Septième colonne d'Alsace (Réseau Martial) et des Forces françaises de l'intérieur d'Alsace (FFIA) ainsi que le lieutenant Jean Eschbach, son chef d'état-major. Il y est nommé chef des FFIA du Haut-Rhin tandis que Georges Kiefer, prend la tête de ceux du Bas-Rhin.
Le 5 juin 1944, Paul Winter prend le nom de code de « commandant Daniel ». Il organise les FFIA de son département et prépare la mise en place de la future administration civile dans le cadre du Comité départemental de libération (CDL).
Le 16 novembre 1944, Jacqueline Goutte, infiltrée au secrétariat de la Gestapo, le prévient qu'il va être arrêté. Il se fait hospitalisé d'urgence à la clinique du Saint-Sauveur à Mulhouse où il est étroitement surveillé par les policiers. Avec la complicité des médecins, des religieuses et de son épouse, il s'évade le 21 novembre 1944 au moment de la libération de la ville par la 1re division blindée française. Puis, il dirige les 900 combattants du bataillon FFIA qui combattent dans les alentours de Mulhouse avec la 1re Armée française,,.
En janvier 1945, il intervient dans l'organisation de l'évacuation de 12 000 enfants, par la Croix rouge vers la Suisse afin qu'ils échappent aux combats. Il veille à l'approvisionnement en vivres de la région de Mulhouse,,.

### Après-guerre
Du 21 octobre 1945 au 10 juin 1946, il siège au sein de la l'Assemblée constituante sous le régime du Gouvernement provisoire de la République française. Il appartient au groupe Résistance démocratique et socialiste.

## Reconnaissance
- Une rue Paul Winter « commandant Daniel » existe à Mulhouse depuis le 19 décembre 1989[11].

## Distinctions
- Officier de la Légion d'honneur le 15 février 1945 avec la citation suivante[2],[3] :

« Très belle figure de Chef, animé d'un patriotisme à toute épreuve.
A organisé pendant l'occupation de l'Alsace dans des circonstances extrêmement pénibles, la résistance dans le département du Haut-Rhin. Lors de la Libération de son département, a apporté à l'Armée Française l'aide précieuse de ses Groupements et a assuré le fonctionnement des administrations civiles jusqu'à l'arrivée des pouvoirs réguliers. »

- Commandeur de l'ordre national du Mérite[3];
- Croix de guerre 1939–1945 avec palme[2],[3] ;
- Médaille de la Résistance française avec rosette par décret du 31 mars 1947[2],[3],[12] ;
- Chevalier de l'ordre équestre du Saint-Sépulcre de Jérusalem[2].